# 디지털 오디오 플레이어

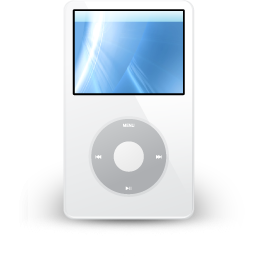
MP3 플레이어의 모습

디지털 오디오 플레이어(Digital Audio Player)는 디지털 오디오 파일을 재생하는 전자 제품이다. 흔히 MP3 플레이어, MP3P 등으로 불리지만 많은 디지털 오디오 플레이어가 MP3 이외의 파일 형식을 지원한다.

## 역사
최초의 MP3 플레이어는 Audio Highway사의 Listen Up player로 1996년에 공개되어 1997년 소비자 가전 전시회에서 'Innovations Award'를 수상하였다. 그러나 이 제품은 양산되지 못하였고, 단지 25개만이 만들어졌다.
이후, 1998년 3월 독일 하노버에서 열린 세계 최대 정보통신박람회인 세빗에서 대한민국의 새한정보시스템(당시 새한그룹의 계열사)은 MP3 플레이어인 엠피맨F10(MPman F10)을 공개했다. 엠피맨은 최초로 양산된 MP3 플레이어이다. '새한정보시스템'에서 MP3사업부문을 '엠피맨닷컴'으로 분사시켰고 2003년 7월 회사가 부도가 발생하였다. 그 후 2004년 11월 경쟁사 레인콤(2009년 이후 '주식회사 아이리버')에 흡수되었다. 엠피맨닷컴을 인수한 레인콤도 자금압박에 시달리다 결국 관련특허권을 미국 기업에 넘겼다.
MP3 플레이어는 플래시 메모리의 값이 떨어지면서 빠른 속도로 보급되어, 현재 휴대용 카세트 플레이어와 CD 플레이어의 자리를 모두 차지하였다. 그러나 MP3 플레이어의 비약적 발전에 비해, 엠피맨닷컴은 초기 개발에 따라 과다하게 연구비를 지출한데다 후발 MP3 업체들과의 특허권 분쟁으로 과도한 소송비를 부담하게 되었으며, 제품 디자인과 마케팅면에서 후발업체들에게 밀리면서 경영상황이 악화되었다. 엠피맨닷컴은 2003년 7월에 부도가 났고, 2004년 11월 레인콤에 인수되었다.
초기에는 .mp3 파일 형식만을 지원하였지만, 현재는 .wma, .ogg, .flac, .aac, .wav 등의 형식을 재생하는 기능과 함께 여러 부가 기능을 갖춘 종합 음향기기로 발전하고 있다. 또한 .avi, .wmv, .mpg 등의 동영상을 재생할 수 있는 모델들도 출시되고 있다. 플래시 메모리 타입과 하드 디스크 타입 두 가지가 널리 쓰이고 있는데, 플래시 메모리 타입은 작고 빠르며 충격에 강한 대신 값이 비싸며, 하드 디스크 타입은 용량에 비해 값이 싸다는 이점을 갖고 있으나 부피가 크고 플래시 메모리 타입에 비해 작동 속도가 상대적으로 느리다. 플래시 메모리 기술의 발전으로 플래시 메모리의 용량이 하드 디스크 용량에 범접하면서 플래시 메모리 타입의 MP3가 강세를 보이고 있다. 또한 세계적인 아이팟 열풍으로 인해, 특히 북미권에서는 아이팟이 MP3 플레이어를 지칭하는 용어로도 쓰인다. 대한민국의 MP3 플레이어의 점유율은 삼성전자, 아이리버, 코원이 23~27% 점유율로 3강 체제에 아이팟이 4위를 차지하고 있다. 휴대전화 대중화 이전까지는, MP3 플레이어에 동영상 재생기능이나 DMB, 전자사전, 게임 등 다양한 기능들을 탑재한 '컨버전스' 기기들이 다양하게 출시되어 동영상 재생 기기인 PMP와의 구분이 점차 모호해지고 있었다.
2010년대 이후 휴대전화의 보급으로 순수한 형태의 MP3 플레이어의 입지가 많이 축소되어 현재 기준으로는 삼성 U7과 같은 일부 보급형 기종 내지는 아이리버의 AK100/120과 같은 고해상도 음원 대응 고급기종 정도만 명맥을 유지하고 있다.
2024년 1월 현재 MP3 플레이어 생산회사는 아예 없다고 보아야 한다.

## 특허
최초로 대량양산을 실시하게 된 대한민국의 중견기업 및 중소기업들이 주요 특허권을 가지고 있었으나, 자금부족으로 특허가 해외로 매각이 되거나 회사의 부도 및 인수합병을 수차례 반복하면서 특허소멸 및 특허소유권에 관한 분쟁까지 벌어지기도 했었다. 2010년에 대한민국의 아이리버社가 MP3 플레이어에 관한 원천 특허권을 거래를 통해 재취득하여 원천특허는 대한민국이 보유하고 있으나, MP3 형식 자체에 대한 특허는 2017년 4월 23일에 이 형식을 개발하여 특허를 소유하고 있었던 독일의 프라운호퍼 연구소와 그 실시권을 가지고 있던 테크니컬러(구 톰슨 멀티미디어) 간의 미국 내에서의 계약이 끝나 특허권이 완전히 소멸되었다.

## 같이 보기
- 라디오
- CD 플레이어
- 포터블 미디어 플레이어
- USB 대용량 장치 계열